# Yvonne Jones
Yvonne Jones, née le 15 mars 1968 à Mary's Harbour (Terre-Neuve-et-Labrador), est une femme politique canadienne. Lors de l'élection partielle du 13 mai 2013, elle est élue députée à la Chambre des communes du Canada pour la circonscription Labrador sous la bannière du Parti libéral du Canada, défaisant le conservateur Peter Penashue.
De 1996 à 2013, elle est la députée de la circonscription provinciale de Cartwright-L'Anse au Clair à la Chambre d'assemblée de Terre-Neuve-et-Labrador. Au cours de sa carrière politique à la capitale de St. John's, elle est également ministre des Pêches sous le gouvernement du premier ministre Roger Grimes puis chef du Parti libéral de Terre-Neuve-et-Labrador et chef de l'opposition officielle (en).